# 屈地街

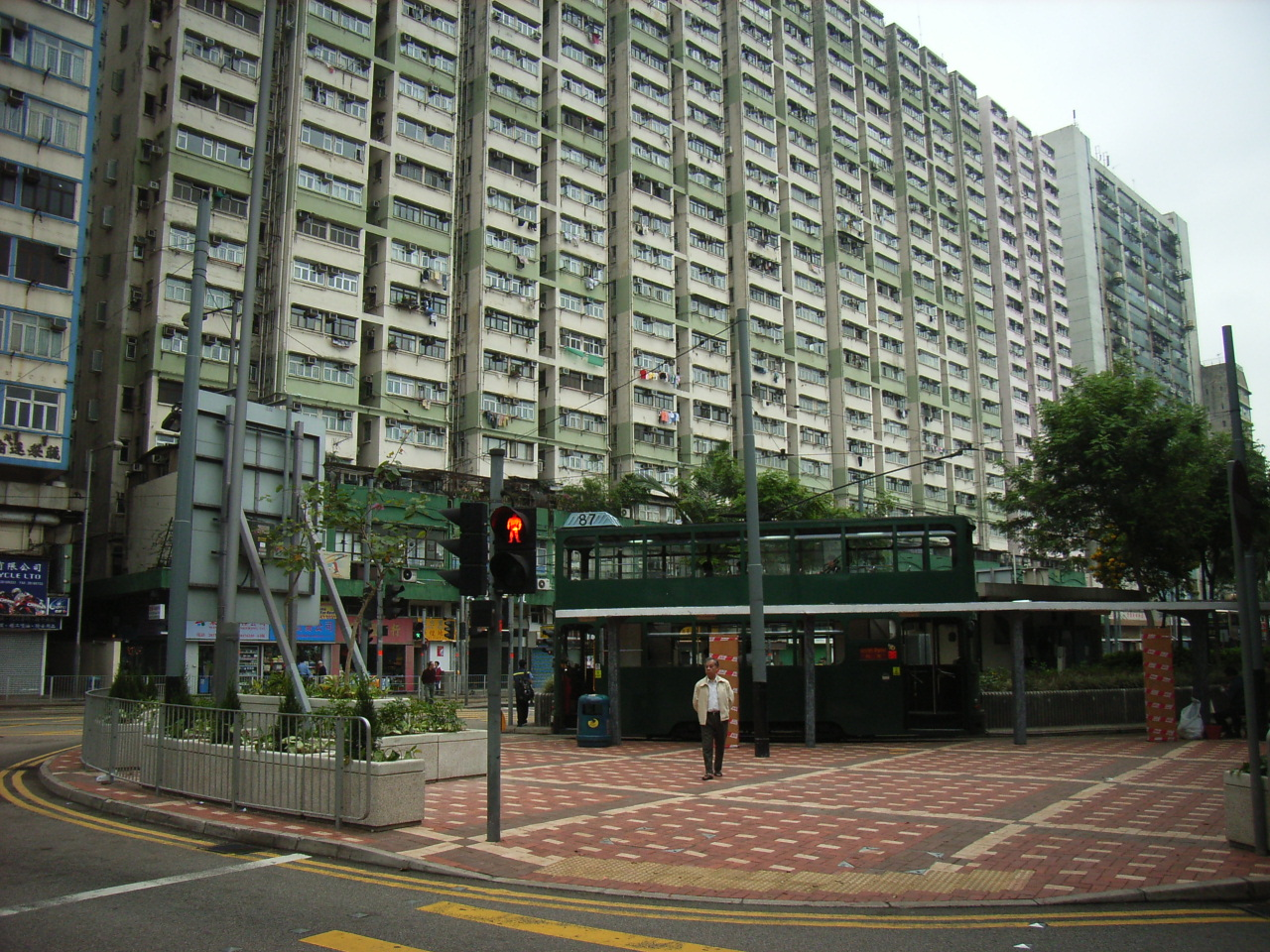
山道附近的石塘咀電車總站，背景是均益大廈第1期

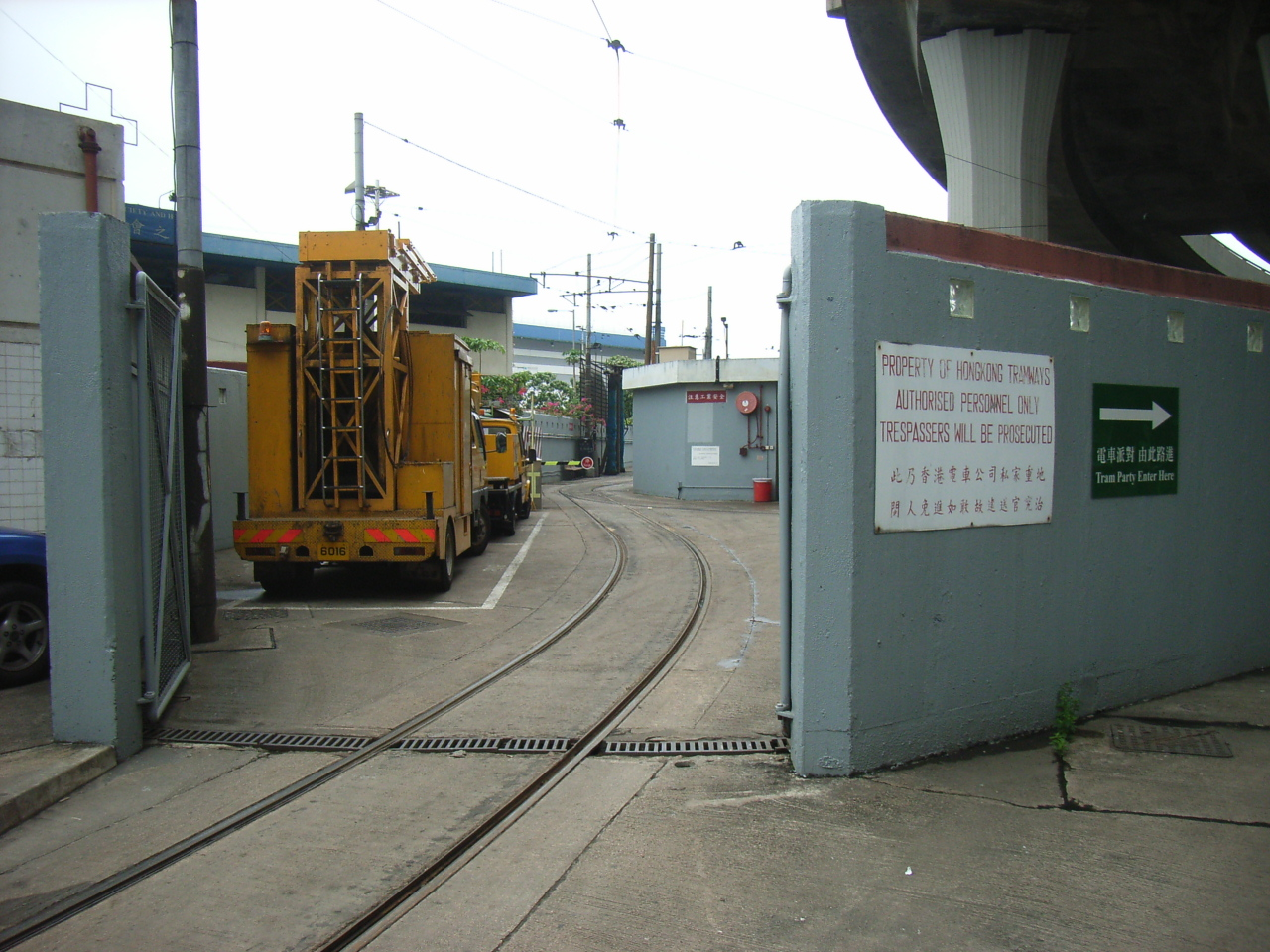
屈地街電車廠入口

屈地街（英語：Whitty Street）是香港一條位於香港島石塘咀的街道。街道為南北走向，單程行車，由皇后大道西開始，穿過德輔道西，直達干諾道西。

## 名稱
屈地街建成時鄰近當時中華煤氣的廠房，屈地街即以中華煤氣首任總經理屈地（Robert Christopher Whitty）命名。
在香港日治時期，按照日本化政策，屈地街曾改名為藏前區役所前。

## 交通
香港電車一直以屈地街附近的電車總站，作為其7個電車總站之一。
地鐵（現港鐵）於1970年代發展港島綫時，本來擬於屈地街一帶的地底設「屈地站」，以服務石塘咀的居民，但計劃一直未有落實。最終，原建議設於屈地街一帶的車站南移至香港大學地底一帶，成為今日的香港大學站，香港大學站於屈地街設有一個出口並以長通道連接車站大堂，而屈地街創業商場及其附近太平洋廣場的地鐵預留出口位置則沒有使用。

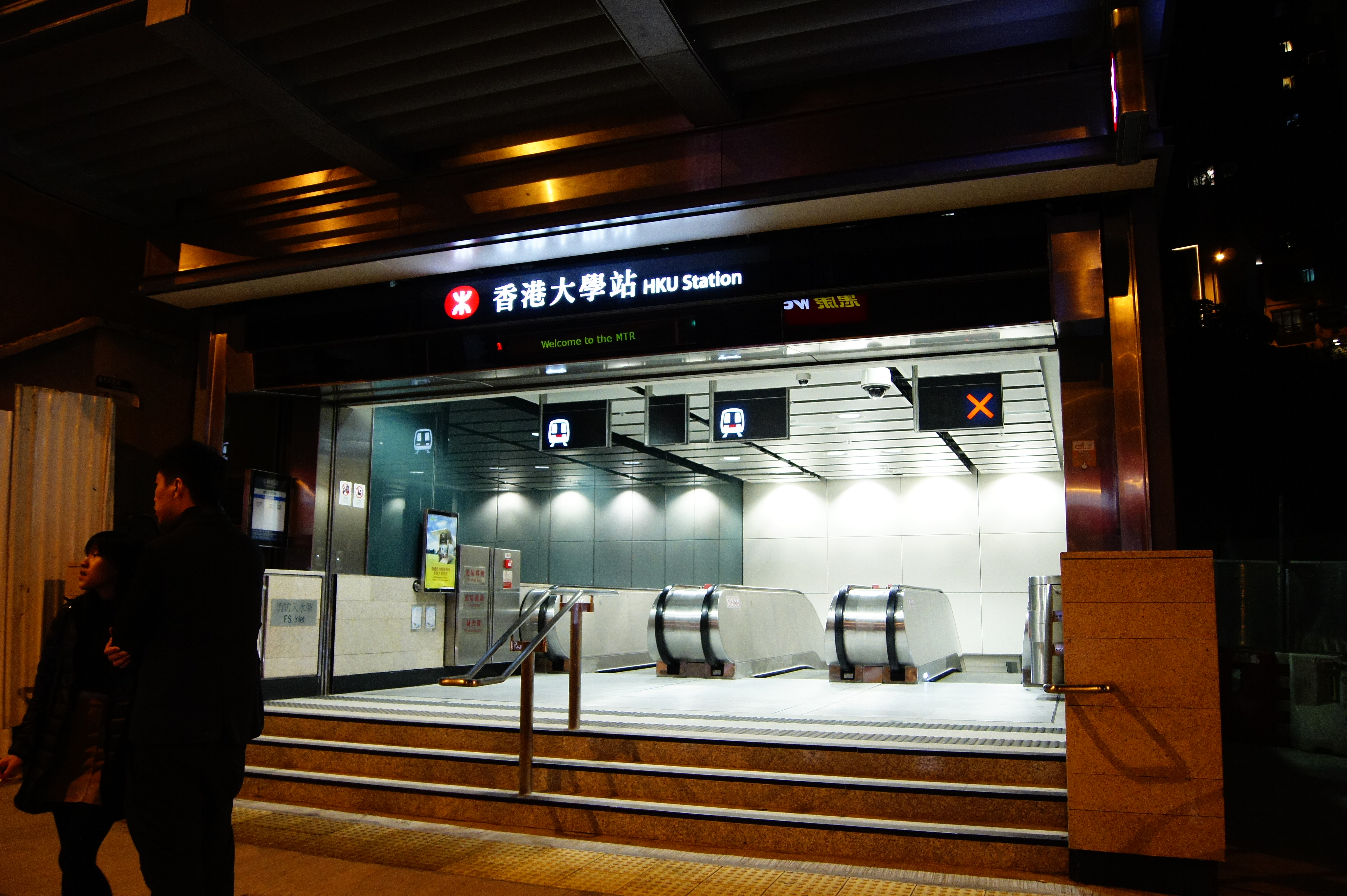
港鐵香港大學站B1出口 （前身為屈地街公廁）
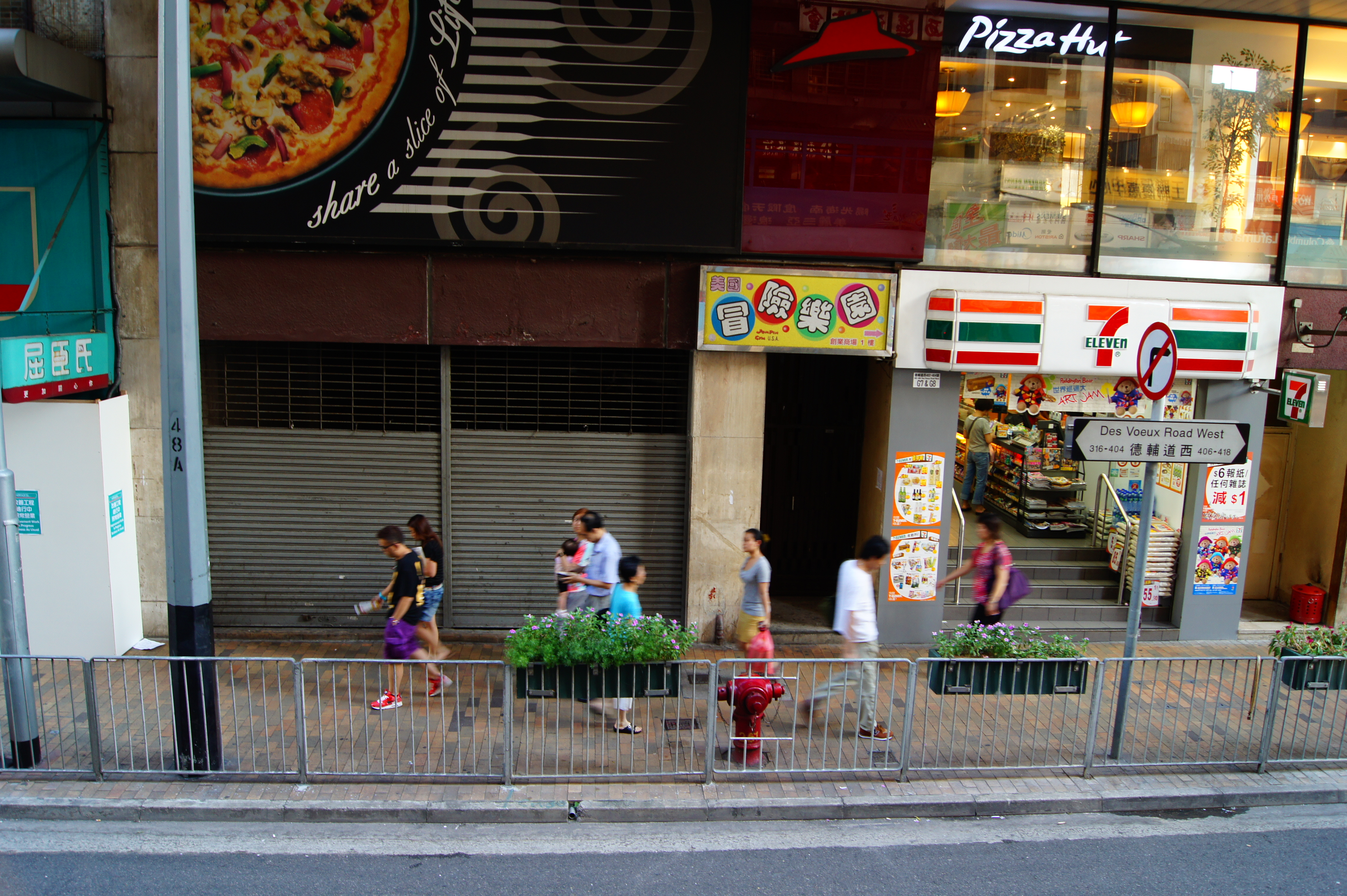
創業商場的預留位置 （沒有使用）
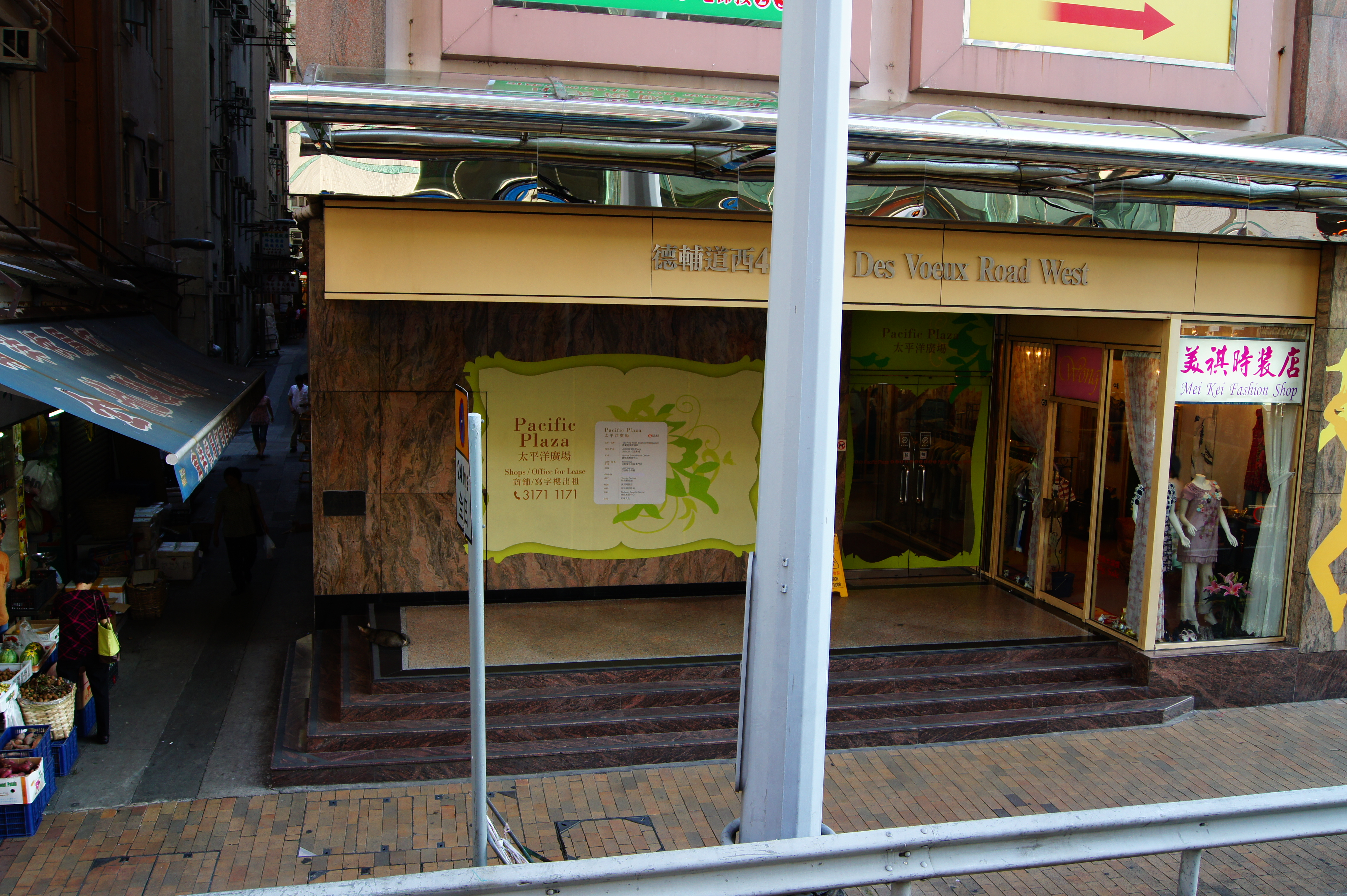
太平洋廣場的預留位置 （沒有使用）

## 沿途主要建築
- 香港商業中心
- 創業商場
- 假日城
- 港鐵
  - 港島綫：香港大學站B1出口

## 外部連結
维基共享资源上的相關多媒體資源：屈地街